# Amine Atouchi
Amine Attouchi (sinh ngày 7 tháng 1 năm 1992) là một cầu thủ bóng đá người Maroc hiện tại thi đấu cho đội bóng tại Giải bóng đá vô địch quốc gia Các Tiểu vương quốc Ả Rập Thống nhất Al Dhafra ở vị trí hậu vệ.
Amine Attouchi được triệu tập vào Cúp bóng đá châu Phi 2017.

## Danh hiệu
Wydad Casablanca
CAF Champions League 2017
Botola 2015, 2017